# Ernst Heinrich Karlen
Ernst Heinrich Karlen C.M.M. (1. února 1922 Törbel, kanton Valais, Švýcarsko – 28. října 2012 Bulawayo, Zimbabwe) byl arcibiskup z Bulawaya.

## Život
Po maturitě v roce 1942 vstoupil do řeholní komunity misionářů Mariannhil v Brigu. 8. září 1943 složil řeholní sližby a studoval filozofii a teologii u jezuitů v Sionu a na univerzitě v Innsbrucku. Na kněze byl vysvěcen 22. června 1947. Po studiu na rakouské jezuitské koleji absolvoval v letech 1948–1950 doktorské studium teologie na Papežské gregoriánské univerzitě v Římě. Od roku 1951 vyučoval morální teologii a kanonické právo v semináři svatého Petra v KwaZulu-Natal a v letech 1952–1957 v národním semináři poblíž Durbanu. V letech 1958–1963 působil jako misionář v Transkei a v roce 1959 se stal farářem v Qhumbu. V letech 1963–1968 byl generálním vikářem a správcem katedrály v Umtatě.
Papež Pavel VI. ho 26. září 1968 jmenoval biskupem v Umtatě. Apoštolský delegát v Jižní Africe a apoštolský pronuncius v Lesothu John Gordon ho 3. prosince 1968 vysvětil na biskupa. Spolusvětiteli byli Joseph Grueter C.M.M., bývalý biskup v Umtatě, a Alfonso Liguori Morapeli OMI, arcibiskup v Maseru a apoštolský administrátor v Leribe.
9. května 1974 ho papež Pavel VI. jmenoval biskupem v Bulawayo v tehdejší Rhodesii. Karlen byl dlouhá léta předsedou liturgické komise biskupské konference, která překládala liturgii do jazyků xhosa a isiNdebele. V letech 1975–1977 byl předsedou Zimbabwské katolické biskupské konference (ZCBC). Opakovaně urovnával etnické konflikty mezi původním obyvatelstvem a osadníky. V roce 1983 absolvoval pětihodinové setkání s prezidentem Robertem Mugabem a vyzval ho k mírovému procesu s jeho protivníkem Joshuou Nkomem. 10. června 1994 byl po povýšení diecéze Bulawayo na arcidiecézi jmenován jejím arcibiskupem. 24. října 1997 přijal papež Jan Pavel II. jeho rezignaci z důvodu věku.
Zemřel 28. října 2012 po operaci v nemocnici Mater Dei v Bulawayo. Knězem byl přes 65 let a biskupem přes 43 let.